# Сходова клітка
Схо́дова клі́тка — частина будинку, оточений стінами вертикальний простір, у якому розміщуються сходи. Виконує функції вертикальної комунікації. На рівні кожного поверху в стінах сходової клітки є двері.